# Wang Fuzhou
Wang Fuzhou (chinesisch 王富洲, Pinyin Wáng Fùzhōu; * 1935 in Xihua; † 18. Juli 2015 in Peking) war ein chinesischer Bergsteiger, dem die Erstbegehung des Mount Everest über die Nordseite gelang. Er war damit der erste Chinese auf dem höchsten Berg der Welt.
Wang graduierte 1958 an der Chinesischen Universität für Geowissenschaften. Im selben Jahr bestieg er den Pik Lenin, 1959 den Muztagata.
Zusammen mit Qu Yinhua und dem Tibeter Gongbu (auch Konbu, Gonpa) erreichte er am 25. Mai 1960 den Gipfel des Mount Everest über die Three Steps. Diese Besteigung war viele Jahre umstritten, da es kein aussagekräftiges Gipfelfoto gibt, mittlerweile ist sie aber allgemein anerkannt. Die Erstbesteigung über die Nord-Route wurde auch propagandistisch ausgenutzt und als Zeichen der Überlegenheit des kommunistischen Systems von der Maoistischen Regierung Chinas herausgestellt.
1964 gelang Wang zusammen mit neun weiteren Alpinisten die Erstbesteigung des Shishapangma, dem letzten bis dahin unbestiegenen Achttausender.